# Seison Maeda
Pour les articles homonymes, voir Maeda.
 (juillet 2025).
Seison Maeda (前田 青邨, Maeda Seison), né le 27 janvier 1885 à Nakatsugawa et mort le 29 octobre 1977 à Kamakura, est le pseudonyme d'un peintre japonais des ères Taishō et Shōwa. Son nom véritable est Maeda Renzō.
Il est considéré comme l'un des plus grands peintres contemporains japonais et l'un des fondateurs du mouvement nihonga.

## Biographie
Maeda naît en 1881 dans ce qui est à présent la ville de Nakatsugawa dans la préfecture de Gifu. Sa mère meurt lorsqu'il a 13 ans et il déménage de Hongō à Tokyo avec son père. En 1901, grâce à l'introduction d'Ozaki Kōyō, Maeda s'inscrit à l'école d'art dirigée par Kajita Hanko dont il reçoit le nom de « Seison » en 1902. Il y rencontre et se lie d'amitié avec un autre étudiant, Kobayashi Kokei, dont le travail influence un grand nombre des premières peintures de Maeda.
Maeda est membre du groupe artistique Kojikai à partir de 1907 et de l'Académie japonaise des beaux arts (Teikoku Bijitsuin) à partir de 1914. Il visite la Corée occupée par les forces du Japon en 1915 et la Chine en 1919. Sous le parrainage de l'Académie japonaise des beaux-arts, il se rend en Europe en 1922 et visite Rome, Florence, Paris et Londres pendant presque un an. Bien que très impressionné par les fresques de la Renaissance italienne du maître Giotto à Assise, Maeda demeure fidèle aux styles traditionnels Yamato-e et Rimpa de la peinture japonaise et se fait connaître par ses aquarelles sur des thèmes historiques, principalement représentés par la peinture de portrait. Cependant, Maeda travaille dans divers genres, dont la nature morte et les paysages.
Une de ses œuvres les plus importantes, Yoritomo dans une grotte, représente le chef samouraï Minamoto no Yoritomo se cachant dans une grotte d'Izu avec sept de ses vassaux de confiance après sa défaite face au clan Heike à la bataille d'Ishibashiyama. Le tableau est terminé en 1929 et remporte le prestigieux prix Asahi en 1930. Il est maintenant exposé au musée Okura Shukokan appartenant aux hôtels Okura à Tokyo. Il a également été le sujet d'un timbre poste émis par le gouvernement japonais en 1982 dans le cadre d'une série honorant l'art moderne japonais.
Maeda devient membre de l'Académie impériale des arts en 1937. Il visite le Mandchoukouo et le nord de la Chine en 1943 sous le patronage du gouvernement de l'empire du Japon. En 1944, Maeda est nommé peintre de cour officiel de l'Agence Impériale et enseigne la peinture à l'impératrice Kōjun.
En 1946, Maeda est nommé juge officiel des expositions annuelles d'art du Japon (Nitten). Il est aussi professeur à l'université nationale de Tokyo des beaux-arts et de musique de 1950 jusqu'à sa retraite en 1959.
Maeda reçoit l'Ordre de la Culture et le titre de personne de mérite culturel en 1955. En 1967, il est choisi pour aider aux travaux de restauration des fresques du kondō du Horyu-ji à Nara en compagnie de Yasuda Yukihiko. En 1970, son travail est sélectionné pour décorer une des salles du nouveau palais impérial de Tokyo. En 1972, en dépit de son âge avancé, il est choisi comme la personne la plus appropriée pour aider aux travaux de restauration et de préservation des anciennes fresques à l'intérieur du kofun de Takamatsuzuka. En 1974, Maeda reçoit une commande du pape Paul VI pour une peinture de Hosokawa Gracia pour le musée du Vatican.
Après que le domicile de Maeda a été détruit par les bombardements incendiaires de Tokyo durant la Seconde Guerre mondiale, Maeda s'installe à Kamakura où il en réside en vue de la gare de Kita-Kamakura de 1945 jusqu'à sa mort en 1977 à l'âge de 92 ans. Sa tombe est une pagode blanche en pierres de 12 étages très distinctive au Tōkei-ji à Kamakura.

## Source de la traduction
- (en) Cet article est partiellement ou en totalité issu de l’article de Wikipédia en anglais intitulé « Seison Maeda » (voir la liste des auteurs).